# Abagrotis crumbi
Abagrotis crumbi är en fjärilsart som beskrevs av John G. Franclemont 1955. Abagrotis crumbi ingår i släktet Abagrotis och familjen nattflyn. Inga underarter finns listade i Catalogue of Life.